# Montvale
Montvale és una població dels Estats Units a l'estat de Nova Jersey. Segons el cens del 2008 tenia 7.566 habitants.

## Demografia
Segons el cens del 2000, Montvale tenia 7.034 habitants, 2.509 habitatges, i 1.999 famílies. La densitat de població era de 684,1 habitants/km².
Per edats la població es repartia de la següent manera: un 25,9% tenia menys de 18 anys, un 5,5% entre 18 i 24, un 27,7% entre 25 i 44, un 28,2% de 45 a 60 i un 12,6% 65 anys o més.
L'edat mediana era de 40 anys. Per cada 100 dones de 18 o més anys hi havia 93,4 homes.
La renda mediana per habitatge era de 93.031 $ i la renda mediana per família de 104.047 $. Els homes tenien una renda mediana de 80.355 $ mentre que les dones 37.440 $. La renda per capita de la població era de 45.448 $. Aproximadament el 0,9% de les famílies i el 0,9% de la població estaven per davall del llindar de pobresa.

## Poblacions més properes
El següent diagrama mostra les poblacions més properes.